# Ectropis biundularia
Ectropis biundularia là một loài bướm đêm trong họ Geometridae.